# Géospize à bec conique
Geospiza conirostris
Espèce
Statut de conservation UICN

 VU  : Vulnérable
Le Géospize à bec conique (Geospiza conirostris) est l'une des espèces de passereaux plus connues sous le nom de pinsons de Darwin. Elle appartient à la famille des Thraupidae.